# Autorail M2
Les M2 représentent une gamme importante d'autorails diesel et diesel-électriques pour voies étroites, conçus selon un cahier des charges des Chemins de fer Calabro-Lucanes. Ces 5 séries successives ont été construites par les plus importants constructeurs ferroviaires italiens pour le transport local des voyageurs sur les réseaux secondaires à écartement étroit de Calabre, Pouilles et Basilicate entre 1930 et 1982.
Cette gamme d'autorails se compose de 5 séries :

## M2 série 50
Première des 4 séries, 10 exemplaires ont été commandés par les FCL - Chemins de fer Calabro-Lucanes en 1935 à la société Piaggio qui avait déjà construit par les FCL 10 autorails M1c à crémaillère en 1930. Ces autorails M2 avaient, comme les M1c, une caisse en acier inoxydable, et ont été mis en service le 21 avril 1937, ont assuré le transport des voyageurs entre Bari et Catanzaro jusqu'en 1978. Un exemplaire, racheté par le constructeur, a été restauré et est exposé au Museo Piaggio Giovanni Alberto Agnelli de Pontedera

## Caractéristiques
Les autorails M2.50 disposaient de 2 moteurs diesel OM type BUD (avec une injection  Saurer) d'une puissance de 73,5 kW chacun à 2.300 tr/min couplés à des générateurs pour alimenter des moteurs électriques de traction sur les essieux des bogies. Un système de freinage électrique permettait de récupérer l'énergie dans les descentes.
À partir de 1950, les vieux moteurs OM ont été remplacés par les moteurs Breda AEC D.24 plus puissants, 6 cylindres de 88 kW à 1.900 tr/min chacun. 

## M2 série 75
Cette série comprend deux variantes : un autorail Fiat M2, exemplaire unique construit en 1949, et une série de 4 unités construites par Officine Meccaniche Reggiane en 1949. Ces autorails ont permis aux FCL de renforcer son offre sur les lignes et d'augmenter sensiblement la vitesse commerciale. Les 4 autorails ont été radiés du service actif en 1980 et transformés en remorques par Ferrosud en 1981 immatriculées RL 71 à 74. Ces remorques seront radiées en fin d'année 1990.

### Caractéristiques
Les 4 autorails M2.75 disposaient de 2 moteurs diesel 6 cylindres Breda type D/9  d'une puissance de 84,9 kW chacun à 1.800 tr/min capables de faire atteindre à l'autorail une vitesse de 75 km/h.
Ces autorails avaient une disposition des essieux (1A)(A1), mesuraient 16,45 mètres de longueur, pesaient 32,1 tonnes et offraient 50 places assises plus 42 places debout. 

## M2 série 100
Les M2.100 sont une série d'autorails articulés, commandés en 12 exemplaires à Officine Meccaniche Reggiane en 1938. Deux premières unités ont été livrées en 1941, en pleine Seconde Guerre mondiale avec une grande pénurie de matières premières pour des utilisations autres que celles nécessaires à l'armée. Aucune autre ne sera construite après. La compagnie Ferrovie Calabro-Lucane a réceptionné ces deux unités, testées et immatriculées M2.101 & 102 mais n'a pu les mettre en service à cause des restrictions imposées par temps de guerre. La mise en service ne fut effective qu'en 1948 après la remise en état des lignes ferroviaires sur le secteur de Bari. Ces autorails connurent une exploitation difficile sur les tracés tortueux pas toujours en parfait état même après les réparations d'après guerre. Les deux exemplaires furent radiés en 1952 et démolies en 1973. 

### Caractéristiques
Les M2.75 étaient des autorails articulés à 3 caisses dont les deux d'extrémité étaient réservées aux voyageurs avec 104 places assises (52 par voiture) tandis que l'élément central était réservé au moteur OM type BZD 12 cylindres en V de 221 kW, équipé d'une transmission mécanique Ansaldo et d'une cabine de conduite surélevée. L'élément central reposait sur deux essieux moteurs, articulés selon le système Bissel ; les deux caisses d'extrémité reposaient sur une sellette d'attelage et un essieu porteur. Les deux autorails articulés pouvaient être couplés.

## M2 série 120
Les 27 autorails M2.120 commandés à Breda C.F. furent réceptionnés en 1952 et immatriculés MCL M2.121 à 147. Ces matériels roulants allaient remplacer les antiques trains traînés par de très vieilles machines à vapeur, les dernières encore en service sur le réseau Mediterranea Calabro-Lucane (MCL) où circulaient déjà les autorails M2.50 / .75 et .100. Ces unités modernes furent particulièrement appréciées pour leur confort en très net progrès, leur maintenance simplifiée et leur faible coût d'exploitation. Ces autorails avaient été conçus spécifiquement pour les FCL en tenant compte des conditions d'utilisation et du réseau ferré avec des pentes allant souvent jusqu'à 60 pour mille avec des rayons de courbure très faibles.
Cette quatrième série d'autorails diesel, construits par Breda C.F. entre 1952 et 1957, sont dérivés des autorails pour voies standard FS ALn 880. 8 remorques ont également été construites avec la même ligne de caisse immatriculées R.1001 à 1008. Ces matériels roulants ont été affectés aux dépôts ferroviaires des FCL de Bari, Potenza, Cosenza et Catanzaro. 
Entre 1966 et 1975, toutes les unités, à l'exception de la M2.128, détruite dans un incendie en 1964, ont bénéficié d'un revamping dans les ateliers de Breda C.F. à Milan et Ferrosud à Matera avec le remplacement des moteurs d'origine par les nouveaux moteurs Breda type ID19SD12P de 500 ch (371 kW) qui équipaient des nouveaux modèles M2.200, la transmission est devenue hydraulique et des modifications ont été apportées aux caisses avec la suppression des soufflets de communication ainsi que le remplacement des portes et des fenêtres. Ces unités ont été renommées M2.120R. À partir des années 1990, les unités furent progressivement remplacées par de nouveaux matériels diesel FIAT M4. Les unités radiées ont été entièrement désossées et décontaminées de l'amiante et transformées en remorques. 
Les 26 autorails ont été progressivement retirés du service à partir de 1990, les deux dernières unités ont été radiées en 2008. Les caisses, châssis et bogies des deux autorails M2.137R et 144R ont été utilisés en 1994 par Officine Fiore de Caserte pour la réalisation d'un prototype baptisé AMS 801. 

### Caractéristiques
D'une longueur de 17,250 mètres, les autorails pesaient 30,7 tonnes à vide et 31,7 tonnes en service. Chaque unités offrait 57 places assises de 1re et 2e classe plus 70 places debout pour les tronçons utilisés en service urbain (entre les gares d'une même ville). Cette série M2.120 de 27 exemplaires avait une disposition d'essieux B'2, un seul moteur type Breda D.19 qui transmettait le mouvement de traction à travers un joint hydrodynamique Vulkan Sinclair. La puissance du moteur d'origine était de 450 Ch (338 kW) pour une vitesse bridée à 70 km/h. Tous les autorails étaient équipés d'une commande multiple pour couplage de 4 unités avec également la possibilité d'intégrer les remorques RA.1001 à 1008. La livrée d'origine reprenait les couleurs classiques en vigueur en Italie à cette époque, marron/isabelle des FS.

## M2 série 200

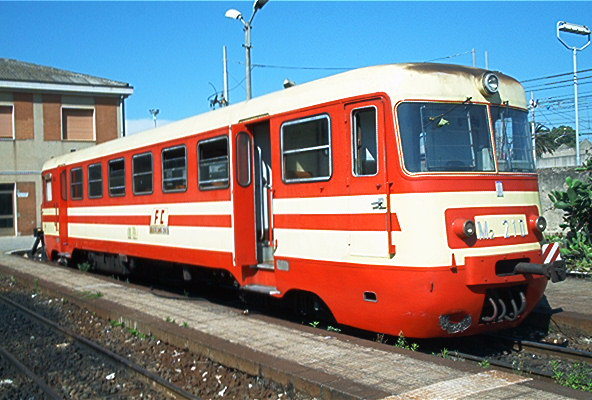
Autorail FCL M2.200 en stationnement à Gioia Tauro

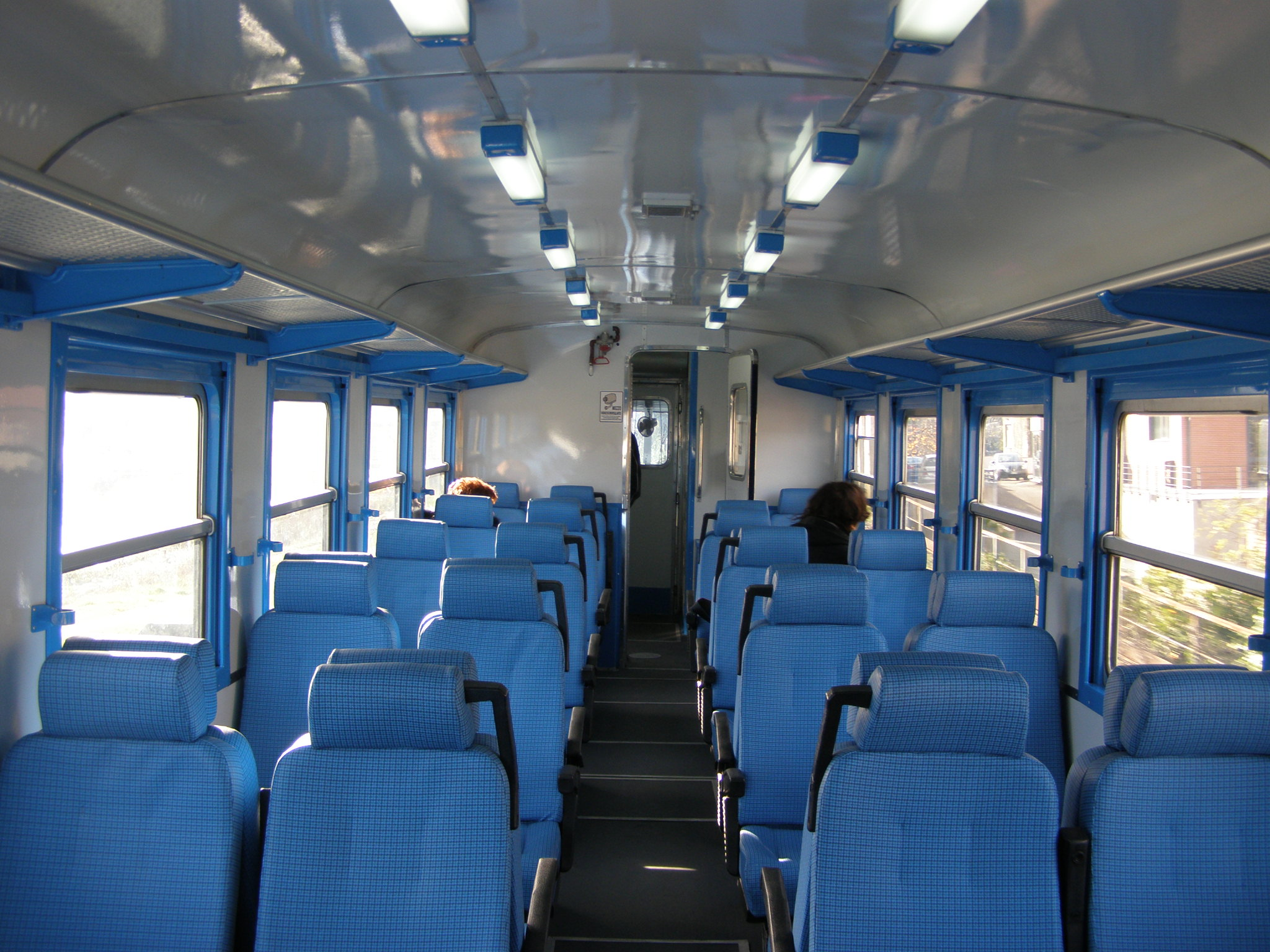
Aménagement intérieur de l'autorail M2 200

Bien que les 27 autorails M2.120 et 120R aient parfaitement effectué les services de transport sur le réseau des FCL, l'augmentation du trafic nécessitait toujours plus de liaisons ferroviaires que les autorails à disposition ne parvenaient pas à assurer ce qui obligeait les FCL à utiliser encore quelques trains avec locomotive à vapeur. C'est pour cela qu'une commande de 10 unités fut passée en 1964 au groupement constitué de Breda C.F. & Isotta Fraschini. Ces autorails M2 série 200 ont été livrés et mis en service en 1966/67, immatriculés M2.201 à 210 et affectés aux dépôts de Bari et Cosenza. Ils présentaient quelques améliorations par rapport à la précédente série M2.120 mais conservaient la même caisse. 
En 1971, une commande additionnelle de 9 unités, immatriculée 211 à 219, vint compléter une première fois la série, suivie en 1972 par une autre commande de 14 unités supplémentaires (220 à 233) construite par Ferrosud à Matera. La série M2.200 comporte un total de 33 unités. 

### Caractéristiques
Les caractéristiques techniques de ces autorails sont assez semblables à celles de la série M2.120R soit : longueur 17,25 mètres, poids à vide 30,0 tonnes, portes d'extrémité à commande automatique. L'aménagement intérieur comporte 52 sièges uniquement de 2e classe. Le moteur est le même Breda D.19 de 500 Ch qui a été monté sur les M2.120R. La livrée par contre adopte les nouvelles couleurs en vigueur gris/vert.
Les 4 dernières autorails livrés présentent la même particularité que les futurs FIAT M4.350c, une crémaillère pour utiliser ces autorails sur la ligne à crémaillère de Catanzaro. 
Les unités les plus anciennes et éprouvées sont retirées du service à partir de  1997, notamment sur la ligne à crémaillère, remplacées par les nouveaux autorails Fiat M4.350c. Tous les autorails M2.200 affectés au dépôt de Bari ont été retirés du service en 2000/2001. 
Seuls les dépôts de Gioia Tauro et Potenza ont utilisé ces autorails jusqu'en 2010. Le dépôt de Cosenza utilise encore les 4 derniers autorails, les plus récents, construits en 1982, qui ont bénéficié en 1995 de nouveaux moteurs Man avec une transmission Voith renommés M2.200 MV, en attendant des nouveaux matériels.

## Les modèles dérivés
Le constructeur Breda C.F. a livré des autorails dérivés des M2 série 120 aux Chemins de fer grecs de Tessaglia et aux Chemins de fer grecs du Nord-Ouest. Ces deux compagnies ferroviaires disposent de réseaux ferrés à voies étroites de 950 mm. Ces matériels figurent toujours sur la liste de leurs parc roulant en 2000. 